# Luka Brajnović
Luka Brajnović Davinović (Kotor, 13 de enero de 1919 – Pamplona, 8 de febrero de 2001) fue un novelista, poeta, profesor universitario, periodista y editor croata. Detenido por criticar la figura de Benito Mussolini, se ve obligado a exiliarse durante la II Guerra Mundial. Su condición de croata le costó el paso por campos de concentración. A finales de la década de los 40 se instaló en España y se abrió paso dentro del mundo de las artes gráficas. Dedicó la mayor parte de su vida a la docencia universitaria. Autor de numerosos libros, la Universidad de Navarra creó un premio en su honor.

## Biografía
Nacido en la ciudad de Kotor el 13 de enero de 1919, durante el bachillerato superior redactó y editó junto con unos amigos una revistilla clandestina bimensual titulada "Hrvatski graničar" (El fronterizo croata), de tendencia indepentista y romántica, en la que se defendía la unión de Boka Kotorska con las demás tierras de Dalmacia, considerada como parte de Croacia. Ya en la universidad, fue presidente de la Federación Nacional de la Pax Romana y director de la revista literatira "Luch" (Antorcha), y comenzó a trabajabar en el mundo periodístico dentro del semanario llamado "Hrvatska straža" (Vanguardia Croata) de Zagreb". Fue detenido por publicar un artículo en contra de la figura de Benito Mussolini, en el que atacaba la "megalomanía y ceguedad propias de este dictador soberbio y mediocre que sueña con una nueva civilización occidental". Durante la Segunda Guerra Mundial habría de abandonar Croacia (a la que no podría volver hasta 1989). 
En 1941, obtuvo el doctorado en Derecho por la Universidad de Zagreb, y unos años más tarde, se licenció en Teología por la misma universidad (1945). Fue profesor adjunto de Estructura Social en el Instituto de Sociología de Zagreb de 1943 a 1945. En la Universidad de Zagreb conoció a Ana Tijan, estudiante de Eslavística, con la que se casó y tuvo cinco hijos, un varón y cuatro hijas. 
En 1943, siendo director de un periódico, realizó un viaje en un tren que descarriló a causa de las bombas que habían colocado guerrilleros comunistas de Tito. Fue detenido y condenado a muerte, pero cuando estaba formado el pelotón de fusilamiento, le sacaron de la fila en atención a su condición de periodista y le retuvieron en campos de concentración. 
De marzo a agosto de 1943, estuvo en los campos de Kamensko y Vrhovine, que eran territorios croatas ocupados por comunistas. Al final consiguió huir de Vrhovine junto con otro compañero, aprovechando un bombardeo sobre el campo. Así pudo volver al periódico de Zagreb, aunque al poco tiempo, el Gobierno croata, de orientación fascista, lo cerró por publicar un artículo sobre el discurso en el que Pío XII condenaba esta ideología.
En 1945 salió de Croacia con la llegada del comunismo al poder, quedando allí su familia, y estuvo viviendo en los campos de concentración aliados de refugiados en Austria y en Italia, en los que empezó a elaborar un noticiero a máquina. Terminada la guerra, se fue a vivir a Roma, donde cursó dos años de Medicina en la Universidad de Roma "La Sapienza" (de 1945 a 1947). En Roma, a finales de junio, o principios de julio de 1946 conoció a dos sacerdotes españoles: Josemaría Escrivá y Álvaro del Portillo. Años después, en Molinoviejo (Ortigosa del Monte, Segovia) el 2 de abril de 1953, solicitó su admisión como miembro supernumerario del Opus Dei.
A finales de la década de 1940 se instaló en España, donde colaboró con el Consejo Superior de Investigaciones Científicas entre 1949 y 1956. Además, estaba presente en el mundo de las artes gráficas, editaba libros y revistas y era director de una imprenta en Madrid. En 1959 llegó a Pamplona para trabajar en la imprenta Grafinasa, y en 1960 se incorporó al recién creado Instituto de Periodismo de la Universidad de Navarra, donde comenzó impartiendo las asignaturas de Sociología y Tecnología de la Información. De este modo, llegaría a ser profesor ordinario de la Facultad de Comunicación de esta universidad. 
Profesor de Tecnología de la Información desde 1960 hasta 1974, profesor de Literatura Universal desde 1960 hasta 1978, profesor de Ética y Deontología desde 1963 hasta su jubilación en la Universidad de Navarra, estudió Filosofía y Letras y obtuvo la licenciatura en Historia en 1968. Además, fue encargado de Sociología, Relaciones Públicas, Estructura Social, Publicidad y Estilos y Movimientos Literarias en el Instituto de Artes Liberales y de Historia de la Literatura en la Facultad de Filosofía y Letras de la Universidad de Navarra. También realizó otros trabajos dentro de la Universidad de Navarra como Director del Servicio de Publicaciones (1962-1975), Director de Estudios en el Instituto de Periodismo (1961-1964), Subdirector del Instituto de Periodismo (1964-1975).
Maestro de treinta promociones de periodistas españoles y latinoamericanos, es autor, entre otras obras, de Deontología Periodística —el primer manual de la materia que se publicó en España—, de cinco colecciones de poesía en croata y en castellano y de cuatro manuales de Periodismo. 
Especialista en temas relacionados con Centro y Este de Europa, mantuvo durante veintiocho años en las páginas de Diario de Navarra una columna de política internacional llamada "Boletín del extranjero", que publicó por primera vez el 1 de enero de 1960. 
Además de docente, periodista y escritor, hay que tener en cuenta su faceta de traductor. Son muchos los artículos que tradujo de otros idiomas, aunque lo que más destaca en este terreno es su traducción de la Biblia al croata.
Falleció el 8 de febrero de 2001 en Pamplona. Está enterrado en el cementerio municipal de San José de Pamplona. Su mujer fue enterrada con él en agosto de 2017 cuando falleció a los 97 años.

## Homenajes
En su honor, la Facultad de Comunicación de la Universidad de Navarra entrega todos los años el Premio Luka Brajnovic, a personas del mundo de la comunicación comprometidas con la defensa de los derechos humanos y la dignidad de la persona. 
En enero de 2019, con motivo del centenario de su nacimiento, se procedió a la inauguración del Aula Luka Brajnovic de la Facultad de Comunicación, -que anteriormente era el Aula 5-, se descubrió una placa conmemorativa y se procedió a la apertura de una exposición sobre la vida y trayectoria del profesor Luka.

## Obra
Sobre teoría del periodismo
- El lenguaje de las ciencias, Pamplona, Salvat, 1967.
- Tecnología de la información, Pamplona, Eunsa, 1967, 1974, 1979.
- Deontología periodística, Pamplona, Eunsa, 1978.
- El ámbito científico de la información, Pamplona, Eunsa, 1979.

Sobre literatura
- Grandes figuras de la literatura universal y otros ensayos, Pamplona, Eunsa, 1973.
- Literatura de la Revolución Bolchevique, Pamplona, Eunsa, 1975.

Poesía
- Retorno, SAAS poesía, Soria, 1972.
- El poema americano, Pamplona, 1982.
- Ex ponto, Pamplona, 1985.

Autobiografía
- Despedidas y encuentros. Memorias de la guerra y el exilio, Pamplona, Eunsa, 2000. [2.ª ed. publicada en 2001]
- Pożegnania i powroty. Wspomnienia z czasów wojny i wygnania, Warszawa, Wydawnictwo Trio, 2011, 1.ª, 296 pp. [Traducción al polaco del libro anterior].

Obras escritas en croata
- Drvosječa (Leñador). Novela.
- Tripo Kokoljić (Zagreb, 1945). Novela.
- Smirene želje (Deseos apacibles, Madrid, 1951). Colección de poemas.
- Priče iz djetinjstva (Cuentos de mi niñez, Madrid, 1953). Prosa.
- Na pragu radosti (Al umbral de la alegría, Madrid, 1958). Colección de poemas.
- U Plamenu (En llamas, Roma, 1969.; reedición en Croacia, Đakovo, 1990). Novela.
- Služiti istini: memoari, članci, ogledi i studije, preparado por Matilda Kolić-Stanić, (Para servir a la verdad: memorias, artículos, ensayos y estudios, Zagreb, 2016).
- Oproštaji i susreti: sjećanja iz rata i izgnanstva, (Despedidas y encuentros: recuerdos de la guerra y el exilio, Zagreb, 2019).
- Mjesečina u uljiku: izabrane pjesme, preparado por Božidar Petrač,  (Luz de luna en olivo: poemas seleccionados, Zagreb, 2019).
- More mog djetinjstva: izabrane pjesme, (El mar de mi infancia: poemas seleccionados, Zagreb, 2019).[11]

## Investigaciones sobre él
Matilda Kolic-Stanic, periodista croata afinacada en Roma, defendió la primera tesis doctoral sobre Luka Brajnovic. La tésís, titulada Criterios fundamentales de las relaciones públicas en los códisos de ética. Una comparación con los criterios éticos del periodismo, según Luka Brajnovik, ha sido dirigida por Norberto González Gaitano, de la Universidad de la Santa Cruz, y ha recibido la calificación de summa cum laude.